# لم‌یزرع
لم‌یزرع تألیف محمدرضا بایرامی است که توسط کتاب نیستان در ۲۹ فروردین ۱۳۹۵ منتشر شد. این کتاب در سی و چهارمین دوره جایزه کتاب سال جمهوری اسلامی ایران، به‌عنوان کتاب سال ایران برگزیده شد.
لم‌یزرع فضای جنگی دارد اما نه در ایران؛ داستان این کتاب در روستای دجیل در کشور عراق رخ می‌دهد، همان منطقه‌ای که در سال ۸۲ صدام حسین در آنجا کشته شد. داستان جوانی است که به دختری دل می‌بندد اما عرف قبیله و آداب و رسوم آن اجازه چنین وصلتی را به او نمی‌دهد. در واکنش به این اتفاق، این جوان به نوعی به خودزنی می‌پردازد و به جنگ می‌رود، جنگی که در واقعه دجیل به وقوع پیوست و صدام در آن ۱۴۳ تن را کشت. این رمان از آثار ضد جنگ ایران محسوب میشود، برخی چون احمد شاکری که جنگ را نعمت میدانند، به شدت با آن مخالفت دارند.